# Animal Planet
Animal Planet är en amerikansk TV-kanal som lanserades 1 oktober 1996, och ägs av Discovery Channel. Kanalen visar dokumentärer och reportage om djur. Från och med 1 september 2007, finns en HDTV-version av kanalen med namnet Animal Planet HD som sänder enligt samma tablå som standardkanalen.

## Historia
Animal Planet skapades i samarbete med BBC genom Discovery Communications den 1 oktober 1996.
Den 1 januari 1997, växte Animal Planets utsändning som ett resultat av att Discovery Communications köpte kanalutrymmet WOR EMI Service.
Animal Planet finns i hela USA, samt i över 70 länder runt om i världen.
Landsspecifika versioner av kanalen har skapats i Kanada, Indien, Japan, Taiwan och andra länder.
The National Aquarium in Baltimore har en utställning av "Animal Planet Australia: Wild extreme".
Den öppnade i slutet av 2005 i en mångmiljondollarexpansion.
Animal Planet och The National Aquarium in Baltimore tillkännagav år 2004 ett flerårigt partnerskap som producerade en ursprunglig orienteringsfilm som ger Aquariums besökare bakgrunden till det australiska området som inspirerat den nya utställningen, och ett särskilt område innanför expansionen, där besökarna kan lära sig om Animal Planets miljövårdsansträngningar och andra schemaläggningar.
Partnerskapet har även eventuella framtida produktioner av TV-program om The National Aquarium in Baltimores forskning och utställningar.

## Program i urval
- Animal Cops
- The Future Is Wild
- Wild Kingdom